# مشاع مويد مهني (اسماعيلي كرمان)
مشاع موید مهني (بالفارسية: مشاع موید مهنی) هي منطقة سكنية تقع في إيران في منطقة إسماعيلي. يقدر عدد سكانها بـ 59 نسمة .